# 굿 럭 척
《굿 럭 척》(영어: Good Luck Chuck)은 미국과 캐나다에서 제작된 마크 헬프리치 감독의 2007년 로맨틱 코미디 영화이다. 데인 쿡, 제시카 앨바 등이 출연하였고, 트레이시 E. 에드먼즈 등이 제작에 참여하였다.
이 영화는 2007년 9월 21일 극장 개봉했다.

## 줄거리
치과의사 찰리 "척" 로건은 저주에 걸려 그와 잠자리를 가진 여성은 바로 완벽한 짝을 찾게 되지만 정작 척 본인은 원하는 여성과 절대로 맺어질 수 없다. 이 저주가 소문이 나 수많은 여성들이 척을 찾아오는 와중에 척은 꿈에 그리던 이상형을 만나고 저주를 깨기 위해 분투한다.

## 출연
- 데인 쿡
  - 코너 프라이스
- 제시카 앨바
- 댄 포글러
  - 트로이 젠틸
- 엘리아 잉글리시
- 사샤 피터서
  - 미셸 해리슨
- 로니 로스
- 셜랜 시먼스
- 키아라 재니
- 아감 다시
- 크리스털 로
- 애니 우드
- 자라 테일러
- 리엄 제임스
- 조델 펄랜드
- 스티브 베이식
- 로버트 켈리
- 헤더 더크슨

## 기타 제작진
- 협력 제작: 스티브 글렌
- 공동 제작: 시시 카즈, 캐런 러셀
- 배역: 매슈 배리, 하이크 브랜드스태터, 낸시 그린키스, 코린 메이어스
- 미술: 마크 S. 프리본
- 세트: K.J. 존슨
- 소품팀: 토니 월거머스
- 의상: 트리시 키팅

## 사운드트랙
사운드트랙은 2007년 9월 18일 발매되었다.
1. "I Was Zapped by the Lucky Super Rainbow" (더 플레이밍 립스)
2. "Accident Prone" (더 오너러리 타이틀)
3. "Good Luck Chuck" (더 댄디 워홀스)
4. "Love It When You Call" – Cherrytree House Version (더 필링)
5. "Good Weekend" (아트 브루트)
6. "Hurry Up Let's Go" (샤우트 아웃 라우즈)
7. "Shut Me Out" (에이든 호컨)
8. "You're Gonna Get It" (샤론 존스 & 더 댑킹스)
9. "The Whistle Song" (페퍼)
10. "You Might Think" (더 카스)
11. "Physical" (올리비아 뉴턴존)
12. "Bela Lugosi's Dead" (바우하우스)
13. "Crazy in Love" (앤티크 골드)